# Ню Йорк Уърлд Билдинг
Ню Йорк Уърлд Билдинг е първият небостъргач в Ню Йорк, построен през 1890 като дом на несъществуващия вече вестник „Ню Йорк Уърлд“.
Висок е 94 метра и е най-високата сграда в света до 1894 г., когато е изместен от върха от Манхатън Лайф Иншурънс Билдинг.
Строителството ѝ започва на 10 октомври 1889 година и е завършена на 10 декември 1890 г. Разрушена е през 1955 г. заради построяването на нова входна артерия за автомобили към Бруклинския мост.
Сградата е позната също така и под името "Сградата на Пулицър", след като фамозният автор се нанася в нея. Офиса на Джоузеф Пулицър се намирал на втория етаж, давайки му възможност да наблюдава движението и сградите по улицата.